# Sérgio Vieira de Mello
Sérgio Vieira de Mello (Rio de Janeiro, 15 maart 1948 – Bagdad, 19 augustus 2003) was een Braziliaans bestuurder, diplomaat, VN-functionaris en hoge commissaris voor de Mensenrechten en een winnaar van Mensenrechtenprijs van de Verenigde Naties in 2003.

## Levensloop
Sérgio Vieira de Mello werd geboren als een zoon van Arnaldo Vieira de Mello en Gilda. Hij behaalde zijn international baccalaureate aan het Liceu Franco-Brasileiro te Rio de Janeiro in 1966. Daarna studeerde hij letteren aan de Universiteit van Parijs en promoveerde daar in 1985 tot doctor op het proefschrift d'état ès-lettres et Sciences Humaines. Hij begon zijn carrière in dienst van de Verenigde Naties. Vervolgens werd hij assistent-redacteur van het secretariaat van het Hoog Commissariaat voor de Vluchtelingen in Genève. Daarna vervulde Vieira de Mello steeds belangrijker posten in Dhaka, Djoeba, Nicosia, Maputo, Naqoura, Cambodja, Joegoslavië, Kosovo en Oost-Timor. Uiteindelijk functioneerde hij als hoofdvertegenwoordiger van de Verenigde Naties in Bagdad.
Vieira de Mello gold als een van de bekwaamste diplomaten van de Verenigde Naties. Op 19 augustus 2003 werd hij gedood door een bomaanslag op de VN-vertegenwoordiging in Bagdad. De aanslag was mogelijk omdat de VN bescherming van zijn vestiging door Amerikaanse troepen had afgewezen. De dood van Vieira de Mello was een gevoelige slag voor de Verenigde Naties die zich kort daarna uit Irak terugtrok.

## Sérgio Vieira de Mello Foundation
De Sérgio Vieira de Mello Foundation is een organisatie die is opgericht voor het pleiten voor de veiligheid en onafhankelijkheid van humanitaire actoren. De organisatie is opgericht na het overlijden van Sérgio Vieira de Mello door Laurent Vieira de Mello, Kofi Asomani, Catherine Bertrand, Annie Vieira de Mello, Ross Mountain en Adrien Vieira de Mello. Zij vormen samen de raad van oprichters. Het hoofdkantoor is gevestigd in de Zwitserse plaats Genève.